# Dofen
Dofen (nebo Dofen Terara) je nyní neaktivní stratovulkán, který se nachází v severní části Východoafrického riftu v Etiopii. Ryolitová sopka je poseta několika drobnými struskovými kužely, soustřeďujícími se podél severojižní zlomové zóny.
Severněji umístěné kužely jsou mladší (na základě morfologie) a přetrvávající aktivity fumarol na jižních svazích sopky).